# Denki Blocks!
Denki Blocks! es un videojuego de rompecabezas desarrollado por Denki y lanzado originalmente en 2001 por Rage Games para Sky Gamestar para Game Boy Color y Game Boy Advance. En el juego, los jugadores maniobrarán bloques de diferentes colores alrededor de una cuadrícula para unir aquellos del mismo color. El juego cuenta con modos versus para múltiples jugadores. Denki Blocks! fue porteado a iOS en 2010 y a PlayStation Portable en 2011 por Tiger Games, además de ser porteado a Android el mismo año.
Se tuvieron que agregar muchas características para cumplir con los requisitos de precio. Denki Blocks! fue lanzado en los Estados Unidos en 2002 por Majesco Entertainment. El juego recibió críticas positivas, con críticos elogiando los gráficos de colores alegres, pero una crítica importante de la versión de iOS fue la falta de una tabla de clasificación en línea.

## Jugabilidad
Los jugadores maniobrarán bloques (llamados «Gumblocks») alrededor de un tablero que también constará de «bloqueadores» que permanecerán fijos. Un movimiento es un paso único en una de las direcciones cardinales que se aplicará simultáneamente a todos los Gumblocks que no están bloqueados. Cuando los Gumblocks del mismo color choquen, se fusionarán en un solo grupo. Los objetivos principales son unir Gumblocks del mismo color o unir Gumblocks de un color determinado en una forma específica. El último movimiento se puede revertir y los juegos se pueden reiniciar en cualquier momento. Algunos rompecabezas presentarán formas de bonificación o un «Trío» (tres grupos de diferentes colores pero con la misma forma) que otorgarán «Estrellas Denki» en caso de ser cumplidos. Las Estrellas Denki se pueden gastar en rompecabezas especiales en el «Club Denki Blocks!». 
En la versión de Game Boy Advance, hay tres modos para un solo jugador: Torneo, Entrenamiento y Perfect!. El modo Torneo hace que el jugador resuelva al menos 15 grupos (de los cuales hay ocho de dificultad creciente, cada uno establecido por un «jugador líder de Denki Blocks!») de 25 rompecabezas. Al hacerlo, se ganará un trofeo y se avanzará al siguiente nivel. En Entrenamiento, los jugadores pueden practicar la formación de formas, y en Perfect! se desafía al jugador a hacer la forma favorita de un Puzzle Islander más rápido y eficientemente que ellos. Los modos multijugador consisten en Carrera, ¡Todo cambia! y Batalla. En Carrera, los jugadores competirán para hacer formas. ¡Todo cambia! tiene dos etapas, la primera de las cuales es unir Gumblocks en 30 segundos. Los jugadores que no lo hagan serán eliminados. Luego, las formas se intercambiarán entre los jugadores, quienes luego tendrán que formarla. El primero en hacer su forma gana. Batalla es un modo por turnos donde los jugadores unirán todos los Gumblock de su color. Los turnos terminarán cuando se hayan unido los bloques.
La versión para iOS incluye «Desafíos maestros» adicionales, como resolver acertijos con una cantidad limitada de movimientos y dentro de un límite de tiempo.

## Desarrollo y lanzamiento
Denki Blocks! fue lanzado el 18 de octubre de 2001 para Game Boy Color (desarrollado por Covert Operations) y Game Boy Advance. Anteriormente, fue lanzado en Open Games (más tarde Sky Gamestar) después de que Rage Games firmara un acuerdo con BSkyB. A finales de 2001, Majesco Entertainment reveló que distribuiría juegos de Rage en los Estados Unidos. El juego fue distribuido en los Estados Unidos a finales de 2002. El gerente de desarrollo interno de Denki, Gary Penn, dijo que Denki tuvo un problema cuando hicieron el juego por primera vez: querían hacerlo de una manera particular, pero, debido a que tenía que tener un precio determinado, finalmente agregaron muchas características. Una versión Java para teléfonos móviles fue lanzada en 2002.
El juego fue lanzado en iOS en mayo de 2010,[20] y Android (llamado Denki Blocks! Deluxe[21]) el año siguiente.[22] Esta versión fue distribuida por Kakyl y está optimizada para Xperia Play.[22][23] La versión de iOS fue relanzada específicamente para iPad en julio de 2010.[24] 2011 también fue el lanzamiento de una versión de PlayStation Portable desarrollada por Tiger Games.[25] El director gerente de Tiger Games, James Bryan, dijo que le encantaba Denki Blocks! y que la compañía trabajó estrechamente con Denki.[25] La versión de PlayStation Portable fue desarrollada para hacer uso de la pantalla de alta resolución de la consola.[25] El director gerente de Denki, Colin Anderson, declaró que Denki ha estado buscando socios para portear sus juegos a otras plataformas, y que quedaron muy impresionados con Tiger Games. Dijo que Tiger Games hizo «un trabajo impresionante» con la versión de PlayStation Portable, y que se sentía como una creación de Denki.[25][26] El juego también se lanzó para PlayStation 3.[27]
En 2010 se anunció una versión para Facebook, Denki Blocks! Daily Workout, que combinaba los modos de entrenamiento y rompecabezas de la versión para Game Boy Advance. A principios de 2013 se lanzó una versión para la plataforma Turbulenz.

## Recepción
Denki Blocks! tuvo una buena recepción de parte de la crítica. Los críticos elogiaron especialmente los gráficos de colores alegres y la dificultad de los puzles.
Craig Harris de IGN describió la versión para Game Boy Advance de Denki Blocks! como «muy divertida y un auténtico rompecabezas mental» y aclamó los gráficos y el sonido como brillantes y alegres, pero deseó que fuera compatible con la conexión a la consola. Los gráficos coloridos también fueron elogiados por Jeuxvideo.com, Kyle Ackerman de Frictionless Insight, David Stockli de Gameswelt,[37] y Justin Harkin de GameSpy. Sus rompecabezas fueron descritos como «difíciles» por Harris, como «diseñados ingeniosamente» por Edge, y como «fríos y abstractos» por Harkin. Andrew Blanchard de EAGB Advance creía que su sonido y música sumergían a los jugadores en el «país de las maravillas» de los rompecabezas, y se negó a reseñar la versión de Game Boy Color diciendo que la versión de Game Boy Advance es idéntica, salvo por «más niveles y sonido/gráficos/animación superiores». Edge comentó que el juego tiene un estilo anime y que se siente como si hubiera sido desarrollado en Kioto en lugar de Aberdeen. La música fue criticada por Tha Wiz de GameZone como «un poco repetitiva y olvidable», pero le gustó la variedad de modos de juego.
Tracy Erickson de PocketGamer criticó la falta de una tabla de clasificación en línea de la versión iOS, pero, sin embargo, la describió como «un rompecabezas muy pulido que proporciona un buen entrenamiento mental». Otro editor de PocketGamer, Jon Mundy, deseaba una conversión para Android en 2010. Peter Lettieri de TouchArcade estuvo de acuerdo con Erickson sobre la falta de una tabla de clasificación en línea en la versión de iOS, pero elogió los niveles y bloques de colores alegres. Levi Buchanan de IGN compartió sus puntos de vista sobre los gráficos extravagantes y la falta de una tabla de clasificación en línea. Kristan Reed de Eurogamer describió los Desafíos Maestros de la versión de iOS como «increíblemente presumidos» y el juego en sí como «crack digital». También le gustó la simplicidad del diseño.
Un crítico de PSP Minis describió la versión de PlayStation Portable como «muy alegre» y comentó que casi se sentía como un show de juegos. Brendan Caldwell de PocketGamer sintió que la versión de Xperia Play no fue diseñada con el dispositivo en mente, y que estaba destinada a dispositivos de pantalla táctil. A pesar de esto, describió a Denki Blocks! Deluxe como «un juego de rompecabezas accesible y adictivo».
Jeff Marchiafava de Game Informer recomendó el juego para Android en 2012.
La versión de Sky Gamestar fue jugada más de un millón de veces en los primeros seis meses después de su lanzamiento.